# Mademoiselle Marie Dihau
Mademoiselle Marie Dihau est un tableau peint par Edgar Degas entre 1867 et 1868. Il mesure 22,2 cm de haut sur 27,3 cm de large. Il est conservé au Metropolitan Museum of Art de New York.

## Contexte, description et analyse
Le tableau, une huile sur toile de 22,2 cm de hauteur sur 27,3 cm de largeur, peint entre 1867 et 1868 par Edgar Degas, est un portrait de Marie Dihau rapidement tracé, pour la consoler de l'un de ses nombreux déplacements entre Lille et Paris. Degas installe le cadre de la scène dans le restaurant de la Mère Lefèbvre rue de La Tour-d'Auvergne où il a l'habitude de retrouver ses amis artistes et musiciens comme Marie Dihau et son frère Désiré. Il symbolise la fin du repas par une assiette posée sur une table et place son sac de voyage en tapisserie devant le profil mélancolique de la jeune femme sur le départ, chapeau sur la tête et manteau serré.
Le tableau est vendu en 1922 par le modèle à Paul Durand-Ruel. Il entre dans la collection d'Henry Osborne Havemeyer en 1923. En 1929 il est légué par Louisine Havemeyer au Metropolitan Museum of Art de New York où il est conservé.
Il est  réalisé à la même époque que les autres portraits individuels des musiciens comme celui de son frère, le bassoniste Désiré Dihau, du violoncelliste Louis-Marie Pilet, du flûtiste Joseph-Henri Altès ou du guitariste Lorenzo Pagans, qui précèdent le « portrait de groupe », L'Orchestre de l'Opéra.